# Grotta Barbara
La grotta Barbara è una grotta situata sul versante meridionale del promontorio del Circeo, in zona "Quarto Caldo", nel comune di San Felice Circeo, in provincia di Latina.

## Caratteristiche
La stretta fessura che fa da ingresso alla grotta si apre su un tratto di costa molto scosceso poco oltre l’insenatura della Cava d’Alabastro sulla quale si affaccia il Riparo Blanc.

## Ritrovamenti archeologici
Tra il 1982 e il 1989 sono stati eseguiti dall’Istituto di Paleontologia dell’Università di Roma alcuni saggi di profondità variabile del terreno di riempimento della grotta. Il ritrovamento di alcuni artifatti durante gli scavi ha dimostrato che grotta Barbara fu abitata dapprima dall’Uomo di Neanderthal e poi dai primi Homo Sapiens che giunsero al Circeo.
Inoltre, gli studi effettuati sui suoi fossili di micro e macrofauna hanno permesso agli esperti di ricostruire il clima e l’ambiente delle ere passate. Durante la presenza dei Neanderthaliani il clima non doveva essere particolarmente freddo e la zona del Circeo era caratterizzata da praterie e boschi; all’arrivo dei primi Sapiens, invece, il clima era diventato più arido e favoriva ambienti meno boscosi e più aperti, come suggeriscono i resti di asino delle steppe rinvenuti nella grotta.